# Hafsa bint al-Hayy al-Rakuniyya
Hafsa bint al-Hajj, dite Al-Rakuniyya, née à Grenade vers l'an 1135 et morte à Marrakech en 1191, est l’une des poétesses andalouses les plus célèbres d’Al-Andalus.

## Biographie
Fille d'un noble d'origine berbère, elle est née vers l'an 1135, selon la majorité de ses biographes, dans la ville de Grenade où elle a passé son enfance et sa jeunesse dans un contexte d'agitation politique intense, qui marqua la chute des Almoravides et l'instauration du califat des Almohades,.
Par son talent et sa culture, tout comme par sa beauté, elle a occupé tôt une place importante à la cour des almohades de Grenade, où elle a développé une activité littéraire et éducative intense et atteint rapidement une renommée qui a dépassé les limites de Grenade. Elle a été envoyée à Rabat en 1158 avec un groupe de poètes et nobles de Grenade devant le calife Abd al-Mumin. Celui-ci lui a accordé ce qu’on appelle la possibilité de tenir un Rakuna (sorte de salon littéraire), près de Grenade, d’où vient le nom avec lequel a été connue la poétesse, Al-Rakuniyya. 
C’est dans cette atmosphère de courtoisie et de poésie qu’elle a connu le poète grenadin Abu Jafar Ibn Saïd, de la lignée illustre des Banu Saïd, avec lequel elle a entamé une relation amoureuse publique vers l'an 1154. Cette relation a donné lieu a un intense échange de poèmes entre les deux amants, qui ont été conservés jusqu’à nos jours. Ces amours ont été chantées de même par les poètes de leur groupe littéraire. 
Leur situation se complique durant l'année 1156, à l’arrivée à Grenade du gouverneur almohade, le prince Abu Saïd Utman, fils du Calife Abd Al-Mumin, qui tombe éperdument amoureux de la poétesse. Officiellement, Hafsa ne donne pas suite aux sentiments du gouverneur, mais elle quitte son amant Abu Jafar, peut-être fatiguée des velléités amoureuses de ce dernier, ou en raison des pressions du prince envers elle ou sa famille. Abu Jafar, qui avait été l’ami et le secrétaire du prince Abu Saïd, commence à faire de celui-ci l'objet de poèmes satiriques, et finit par prendre part à une rébellion politique contre le gouverneur, raisons pour lesquelles, celui-ci le fait emprisonner et finalement crucifier durant l'année 1163, à Malaga.
Hafsa pleure la prison et le décès de son amant dans des vers poignants et porte l’habit de veuve pour lui, malgré les menaces du gouverneur. Elle se retire de la cour, en abandonnant l'activité poétique et en se consacrant exclusivement, à partir de cette époque, à l'enseignement. 
Elle vit de cette manière une grande partie de sa vie, jusqu'à ce que, vers l'année 1184, elle accepte l'invitation du Calife Abu Yusuf Yaqub al-Mansur, de diriger à Marrakech l'éducation de ses filles, princesses almohades,. Elle y reste jusqu'à 1191, l’année de son décès.
Hafsa est la poétesse andalouse dont on conserve le plus grand nombre de production poétique, grâce surtout, à l'intérêt de ses biographes et de la famille Banu Saïd. Au total, dix-sept de ses poèmes ont été transmis à travers les siècles, des poèmes d'une grande qualité littéraire. Héritière de la tradition poétique arabe,  Hafsa, contrairement à une certaine tradition, est toutefois capable d'exprimer, avec une grande beauté, ses sentiments réels dans un langage spontané. La majorité de ses vers de type amoureux, s'adressant à Abu Jafar, bien qu'il y ait aussi quelques satires et éloges à Abu Saïd. Son inspiration atteint son sommet dans ceux où elle exprime son regret et son chagrin de l'emprisonnement et du décès de son amant. 
Exemple des femmes indépendantes et cultivées de l'époque de splendeur d'Al-Andalus, Hafsa a été très respectée, malgré ses libertés apparentes, à son époque et par les biographes postérieurs. Ibn al-Khatib a dit d'elle : « Cette femme de Grenade, a été unique en son temps par sa beauté, son élégance, sa culture littéraire ». Louis di Gioacomo suggère qu'elle a été la poète andalouse la plus célèbre de son temps.